# Mobile Suit Gundam 00
Mobile Suit Gundam 00 (機動戦士ガンダム00 Kidō Senshi Gandamu Daburuō?) es una de las entregas de la saga Gundam, siendo la séptima entre estas, está producida por el estudio Sunrise, fue originalmente emitida en Japón por TBS y MBS, y en EE. UU. por el canal Sci Fi (ahora renombrada a SyFy); dirigida por Seiji Mizushima, escrita por Yōsuke Kuroda y los diseños a cargo de Yun Kōga.
El anuncio de la primera parte de la serie por parte de Sunrise se dio oficialmente el 2 de junio de 2007, en un corto de 15 segundos, en el cual además se adelantaba que constaría de 25 episodios. El anuncio de la segunda parte fue transmitido el 13 de julio de 2008. Además de estas dos temporadas, al término del episodio 25 de la segunda temporada se anunció el lanzamiento de una película, que sería secuela de la serie y estrenada el 18 de septiembre del 2010. Además el Blu-Ray & DVD fue lanzado al mercado nipón el 25 de diciembre del 2010
Mobile Suit Gundam 00 es la primera animación de la saga Gundam en ser presentada en formato widescreen y en alta definición, además de ser la primera en utilizar el calendario de la Era Cristiana o Anno Domini.

## Argumento

### Primera temporada
La historia toma lugar en el año 2307, donde los combustibles fósiles prácticamente se han extinguido del planeta Tierra y la humanidad tiene que confiar principalmente en la energía solar. Este mundo está dividido en tres bloques político-económicos: La Unión de Energía Solar y las Naciones Libres (UNION); La Liga de Reforma Humana (HRL) y la Unión Avanzada Europea (AEU). En esta situación las guerras son constantes entre las tres potencias, por lo que una organización paramilitar llamada Celestial Being entra en escena enfrentándose por igual a los tres bandos para intentar acabar la guerra (utilizando para ello a los Gundam).
El protagonismo recae en Setsuna F. Seiei, asignado al Mobile Suit GN-001 Gundam Exia, que junto con otros tres jóvenes es escogido para integrar el equipo de Gundam Meister, de Celestial Being, los cuales son: Lockon Stratos asignado al GN-002 Gundam Dynames, Allelujah Haptism asignado al GN-003 Gundam Kyrios, y Tieria Erde asignado al GN-005 Gundam Virtue/GN-004 Gundam Nadleeh.
Debido a que los tres bloques no pudieron contra Celestial Being, crearon el Ejército de Naciones Unidas, y para ello, se obtuvieron 30 Mobile Suits GN-X, cada uno con un pseudo-GN-Drive, y con esos, pudieron enfrentarse contra Celestial Being. Además, un tercer bando, el Equipo Trinity, había aparecido para ayudar a Celestial Being, pero el Ejército de Naciones Unidas los tacha de traidores.
El Ejército de Naciones Unidas inicia su operación "Ángeles Caídos", en donde se intenta rastrear y destruir la base Gundam, el Ptolemaios. Durante la operación, Ali Al-Saachez mata a Lockon Stratos (que fue gravemente herido en la batalla anterior). Los Gundams se separaron a mitad de batalla debido a que los tres ex-bloques los interceptaron, pero Setsuna logró acabar con todos los GN-X restantes. Sin embargo, fue interceptado por Alejandro Corner y su Mobile Suit Alvatore, que fue convertido inesperadamente en Alvaaron. Tras la batalla, Setsuna fue interceptado de nuevo por un exintegrante de UNION, Graham Aker, que quiere tomar venganza con su GN-Flag. Esa última batalla resultó en que el GN-Flag fuese destruido y Exia gravemente dañado.

### Segunda temporada
La historia comienza 4 años después de lo acontecido en la primera temporada de la serie, habiendo cambiado la situación enormemente. La humanidad ha establecido una federación, la Federación de la Esfera Terrestre, y un ejército independiente llamado A-Laws para asegurar la paz en el mundo, aunque su objetivo es bastante distinto a ese y se acerca más a dominar el mundo bajo un régimen tiránico y con puño de acero.
En esta situación, Setsuna F. Seiei y Saji Crossroad se reencontrarán y volverán a estar envueltos junto con Celestial Being en una nueva misión para detener las acciones de los A-Laws y devolver la paz al mundo, con la ayuda de todos sus compañeros supervivientes de la última batalla 4 años atrás contra las Naciones Unidas.
Sin embargo, un tercer bando emerge de las sombras: los innovators (o innovadores), formado por Ribbons Almark, ex-asistente de Alejandro, y sus 6 subordinados. Ese bando es capaz de controlar los primeros dos bandos del conflicto.
Después de que se descubre las verdaderas intenciones de Ribbons, algunos pilotos dejan A-Laws y se unen con Celestial Being para enrfrentarse contra los innovados. Posteriormente, Setsuna, debido a que se expuso a grandes cantidades de partículas GN del Gundam 00, se convirtió en un innovado, pero más fuerte que los innovados de Ribbons. El conflicto termina con la batalla entre Ribbons y Setsuna. Tras esa batalla, A-Laws se disuelve y la federación trabaja en un nuevo proyecto para la paz global.

### Awakening of the Trailblazer (secuela de la serie)
Es el año 2314 d. C. Han pasado dos años desde la derrota a la despiadada A-LAWS, y el nuevo gobierno de la Federación de la esfera terrestre ha buscado la paz mediante el establecimiento de un mundo libre de armas. Sin embargo, una nave olvidada que fue enviada a Júpiter hace 130 años de alguna manera vuelve a la Tierra, aparentemente sin signos de vida a bordo, sin embargo trae consigo una nueva y peligrosa amenaza alienígena, las formas de vida de metal cambiaformas Extraterrestrial Livingmetal Shapeshifter (ELS), que comienzan a asimilar la tecnología de la Tierra y sus habitantes. Ahora, con la humanidad en peligro de la destrucción total, Celestial Being hace su retorno a defender a la tierra en contra de la invasión de los ELS extraterrestre en lo que parece será la última batalla.

## Personajes
Setsuna F. Seiei (刹那・F・セイエイ Setsuna Efu Seiei?)
Protagonista de la serie y el más joven de los Gundam Meister. Su nombre real es Soran Ebrahim. Es originario de la República de Kurdistán, la cual posteriormente fue anexada al Reino de Azadistán luego de una guerra en la cual Setsuna peleó como subordinado de Ali Al-Saachez. Durante este periodo asesinó a sus padres influenciado por su mentor, utilizando como excusa una prueba de devoción hacia su dios. Este pasado le hace ser frío, distante y poco hablador. Fue rescatado por Celestial Being para convertirle en Gundam Meister. Su Gundam es el Gundam Exia(Gundam de 7 espadas) y posteriormente el 00 Gundam en la segunda temporada y 00 Qan[T] en la película, los tres son especializados en el combate cuerpo a cuerpo.
Neil Dylandy (ニール・ディランディ Nīru Dirandi?)
Es irlandés y el mayor de los Gundam Meister, por lo cual es considerado el líder del escuadrón. Se unió a Celestial Being tras la muerte de su familia en un ataque terrorista de KPSA. Es el piloto del Gundam Dynames, un Gundam francotirador y dotado de varios escudos para su defensa en combate de corto alcance. Cuando utiliza el modo rifle de su Gundam el piloto de la máquina pasa a ser su Haro naranja.
Lyle Dylandy (ライル・ディランディ Rairu Dirandi?)
Cuatro años luego de la muerte de Neil Dylandy, Setsuna recluta a su hermano Lyle, para convertirse en el nuevo Lockon Stratos como piloto del Gundam Cherudim. Además es un miembro de la organización antigubernamental Katharon. A Lyle no le gusta ser comparado con su hermano Neil, por haber sido desde pequeño la "oveja negra" de este, motivo por el cual se había separado de su familia en su juventud.
Allelujah Haptism (アレルヤ・ハプティズム Areruya Haputizumu?)
Huérfano desde niño, posteriormente utilizado como sujeto de experimentos para super soldados por la Liga de Reforma Humana, llamándose E-57. Tras los experimentos, como secuela queda con un trastorno de doble personalidad. Su alter ego Hallelujah, actúa de manera totalmente diferente a Allelujah, siendo más severo, cruel y despiadado. Es el piloto del Gundam Kyrios y del Gundam Arios en la segunda temporada, ambos capaces de cambiar de forma, adoptando la forma humanoide o la de caza de combate.
Tieria Erde ( ティエリア・アーデ Tieria Āde?)
Es el personaje más enigmático entre los Meister, con un pasado misterioso. Es el piloto del Gundam Virtue-Gundam Nadleeh en la primera temporada y del Gundam Seravee-Gundam Seraphim en la segunda. Es el encargado de comunicarse con el super-ordenador de la nave-base Ptolemaios, además de ser el miembro con mayor acceso al ordenador maestro de Celestial Being Veda. Tieria sigue los planes de Veda al pie de la letra, sin importarle lo que estos impliquen, por lo cual su relación con los demás se torna áspera desde el principio. Tras el conflicto de Lagrange 1 es el único Meister que se mantiene vinculado a Celestial Being antes de que se reinicien sus intervenciones cuatro años más tarde.

## Definiciones

### Celestial Being
Celestial Being (ソレスタルビーイング Soresutaru Bīingu?)"Seres Celestiales" es una organización armada privada que emplea armas móviles, los mobile suit Gundam. El propósito de Celestial Being es terminar la guerra en el planeta Tierra, busca reformar el mundo, irrumpiendo en cualquier acto bélico entre cualquier país, organización o compañía, o cualquiera que apoye la guerra.

### Mobile Suit
Mobile Suit (モビルスーツ Mobiru Sūtsu?) es la denominación de las maquinarias tecnológicas (mechas) y forma de denominar a las armas móviles en el universo Gundam. También se los conoce con su abreviación MS. En Mobile Suit Gundam 00 los mobile suit son implementados por Aeolia Schenberg, originalmente como maquinaria para construcción. Luego de la conclusión de los elevadores orbitales, la UNION, la Liga de Reforma Humana y la AEU desarrollan unidades con propósitos militares sobre la base de los originales, primeramente propulsados por combustibles fósiles, luego mediante la energía solar.
Generalmente poseen forma humanoide, con dos extremidades por encima del torso y dos inferiores a este, cuentan con una cabina ubicada en el abdomen, que en ciertos casos se encuentra en la cabeza o en el pecho de la estructura. La altura promedio de estos es de 15 metros. Se cree que el término mobile suit proviene de la fusión de los términos "mobile infantry" y "powered suit" del libro Tropas del espacio (1959) de Robert A. Heinlein.

### Gundam
Gundam (ガンダム Gandamu?) es el nombre de los mobile suit de Celestial Being, son unidades únicas en su tipo por contar con una tecnología llamada GN Drives, la cual garantiza a los Gundam una potencia muchísimo mayor que la de los mobile suits convencionales y de un suministro de energía semi-perpetuo. Los Gundam poseen capacidades superiores comparados al resto de mobile suits existentes en el mundo en el mismo periodo.

### Gundam Meister
Gundam Meister (ガンダムマイスター Gandamu Maisutā?) es el término con el que se hace referencia a los cuatro pilotos de los mobile suit de Celestial Being. Son los encargados de llevar a cabo las intervenciones físicas mediante las direcciones de los operadores Gundam, los cuales generalmente operan desde una nave espacial llamada Ptolemaios. El término es la fusión de "Gundam" y la palabra alemana meister (máster, maestro).

### Elevadores orbitales
Al borde de la desaparición de los combustibles fósiles, la raza humana busca alternativas energéticas renovables e ilimitadas, siendo la mejor opción la energía solar. Para aprovechar esta se instalan parábolas conectadas en forma de anillo alrededor del mundo en el espacio, encargadas de recibir la luz solar, las cuales están detenidas por 3 inmensos pilares que unen la tierra con el espacio exterior, conocidos como  elevadores orbitales  ( 軌道エレベータ   Kidō Erebeitaa?). Se encuentran ubicados en tres puntos sobre la línea del ecuador, zonas que, tras la creación de los elevadores dividen a la humanidad en tres facciones principales, la UNION, la Liga de Reforma Humana y la AEU. Estos son inevitablemente el motivo de los conflictos de intereses entre las tres potencias, generando las guerras y combates interminables.

### Unión de Energía Solar y de Naciones Libres
La Unión de Energía Solar y de Naciones Libres (太陽エネルギーと自由国家連合軍 Taiyō Enerugī to Jiyū Kokka Rengōgun?), abreviada UNION (ユニオン Yunion?), es uno de los tres bloques político-económicos creados tras la construcción del Sistema de energía solar, está constituida por todos los países del continente de América (basada en la OEA), además de Australia y Japón. Esta controla el primer elevador orbital completado, ubicado en Sudamérica.

### Liga de Reforma Humana
La Liga de Reforma Humana (人類革新連盟 Jinrui Kakushin Renmei?), abreviada como HRL (del inglés Human Reform Ligue), es otra de las potencias predominantes en la Tierra, está constituida por numerosos países de Asia, incluye a China, Rusia, India y los países que conforman la Asociación de Naciones del Sureste Asiático (ASEAN). Esta controla el segundo elevador orbital completado, ubicado en el océano Pacífico.

### Unión Avanzada Europea
La Unión Avanzada Europea (新ヨーロッパ共同体 Shin Yōroppa Kyōdō-tai?), cuyo acrónimo es AEU (del inglés Advanced European Union) es el tercer bloque predominante, de esta facción forman parte los países de la Unión Europea, Islandia, las islas del Mar de Barents, Groenlandia, Anatolia y la Rusia europea. Esta controla el aún incompleto elevador orbital que se encuentra en el centro del continente africano, el cual notoriamente no puede ser reclamado por ninguna nación de África.

### A-Laws
A-Laws (アロウズ Arōzu?) es la fuerza autónoma de protección de la paz de La Federación de la Esfera Terrestre, es la principal antagonista de Celestial Being en la segunda temporada de la serie. Oficialmente su misión es unificar a las naciones por la eliminación de la resistencia contra el gobierno. Sin embargo, sus ideales y tácticas son una fachada de una opresión brutal. Sus acciones desencadenan la aparición de algunas fuerzas de lucha contra la Federación, como Katharon y el retorno tras cuatro años de inactividad de Celestial Being.

### Innovators
Los Innovators (イノベイタ Inobeitās?) son un grupo de individuos de la segunda temporada, conocidos como Innovados, el cual es liderado por Ribbons Almark, creados por Aeolia Schenberg para mostrarse como Innovators. Supuestamente esenciales para el plan de Aeolia, Ribbons pronuncia que ellos son el futuro para la humanidad, siendo que en realidad son las impresiones de los verdaderos Innovators que se manifiestan en los seres humanos. Creados para ser existencias que superen a los humanos normales, mediante técnicas de manipulación genética y nanotecnología. Son capaces de usar ondas cerebrales cuánticas y conectarse directamente con Veda.

### Extraterrestrial Livingmetal Shapeshifter (ELS)
Los Extraterrestrial Livingmetal Shapeshifter (ELS) son una forma de vida extraterrestre tecno orgánica de composición y comportamiento similar al metal provenientes de un planeta lejano en agonía y que se hallan en busca de un nuevo lugar para existir. Estos organismos, primero parasitarios y luego invasivos, empiezan rápidamente a representar una amenaza real y contundente para la humanidad que debe ser detenida a tiempo, afectan especialmente a los potenciales Innovatores que existen entre la población humana, Innovatores y tecnología en general. Pueden asimilar y copiar la tecnología y la materia biológica en cuestión de segundos y minutos respectivamente, no poseyendo una forma propia sino que copian otras formas y posee gran inteligencia y capacidad de generar contra medidas al hallarse con un enemigo.

## Contenido de la obra

### Anime
| Concepto               | Sunrise                                                         |
| Idea original          | Hajime Yatate Yoshiyuki Tomino                                  |
| Concepción de la serie | Yōsuke Kuroda                                                   |
| Diseño de Personajes   | Yun Kōga Michinori Chiba                                        |
| Diseños mecánicos      | Kanetake Ebikawa Takayuki Yanase Seiichi Nakatani Kunio Okawara |
| Dirección artística    | Shigemi Ikeda                                                   |
| Dirección de Animación | Michinori Chiba                                                 |
| Música                 | Kenji Kawai                                                     |
| Dirección              | Seiji Mizushima                                                 |

La serie se divide en dos temporadas de 25 capítulos cada una. Se emitieron inicialmente en Japón por las cadenas televisivas TBS y MBS entre el 6 de octubre de 2007 al 29 de marzo de 2008 para la primera temporada y entre el 5 de octubre de 2008 al 29 de marzo de 2009 la segunda temporada.
Además está previsto el lanzamiento en Japón de una edición especial para toda la serie, la cual estaría condensada en tres capítulos con escenas inéditas y diálogos parcialmente regrabados. El primer título "Celestial Being" está previsto para el 27 de octubre de 2009 y resume toda la primera temporada, el segundo "End of World" para el 22 de diciembre de 2009 y el tercero "Return of World" para el 23 de febrero de 2010. Estos serán lanzados en formatos DVD, Blu-ray y Sony PSP UMD Video.
La licencia en Norteamérica fue anunciada por parte de Bandai Entertainment en el Comic Con de Nueva York el 18 de abril de 2008. Siendo la segunda serie de las sagas Gundam en ser transmitida allí además de Mobile Suit Gundam SEED. La emisión se lleva a cabo por el canal Sci-Fi; la primera temporada entre el 17 de noviembre de 2008 al 9 de febrero de 2009 y la segunda temporada entre el 29 de junio de 2009 y está prevista su finalización para el 14 de septiembre de 2009.

### Manga
Basados en las dos temporadas de la serie anime se lanzaron dos versiones manga de la historia principal de Mobile Suit Gundam 00. La primera se presentó en la revista Kerokero Ace dibujada por Kōzō Ōmori y con cambios mínimos en relación con el anime, como por ejemplo el uso de mayor cantidad de expresiones faciales cómicas y la omisión de ciertos personajes y sub-argumentos, el primer volumen se lanzó el 26 de marzo de 2008 publicada por Kadokawa Comics. La otra adaptación, también fiel a la serie de TV fue dibujada por Auto Taguchi y fue publicada por Kōdansha. Ambas versiones en manga esencialmente siguen la misma historia de la serie de televisión, variando en la secuencia de los eventos y en los estilos visuales.
Un manga basado en una historia paralela a la principal llamado Mobile Suit Gundam 00F fue publicado en Gundam Ace. La historia se enfoca en Fereshte, una rama autónoma de Celestial Being que posee Gundams de generaciones previas a los de la historia principal. El primer volumen fue publicado el 26 de marzo de 2008 por Kadokawa Comics. Otra versión llamada Mobile Suit Gundam 00I está planeada para ser la que reemplace a la anterior en Gundam Ace, esta se conectaría a la historia principal de la segunda temporada centrándose en los "Innovado" e "Innovators".
Otro manga publicado es Mobile Suit Gundam 00: Aoi Kioku, se basa en el anime y se enfoca en las memorias y vidas pasadas y presentes de los Gundam Meister. Este ilustrado por Taro Shiguma y publicado también en Gundam Ace.

### Libros y publicaciones
Una versión novelizada de Mobile Suit Gundam 00 es publicada por la editorial Kadokawa, licenciada por Bandai Entertainment y el primer volumen estaría completo para el 29 de diciembre de 2009.
Otra obra de la saga, Mobile Suit Gundam 00P es lanzada en versión de novela ligera en el Dengeki Hobby Magazine, cuya trama se centra en la generación previa de Gundam Meister, 15 años antes de desarrollarse los hechos del anime. Escrita por Tomohiro Chiba y siendo lanzado el primer volumen en mayo de 2008.
Otra versión, en novela gráfica, titulada Mobile Suit Gundam 00V fue publicada por Hobby Japan, esta se presenta en formato de libro de historia del desarrollo de los mobile suit, se publica 20 años después de la historia principal dentro del universo Gundam 00, aparecen variaciones de los Gundam existentes, incluyendo guías fotográficas. El protagonista es un observador de mobile suit llamado Robert Spacey.

### Videojuegos
El 27 de marzo de 2008 fue publicado por Namco Bandai Games un juego basado en la serie anime titulado Mobile Suit Gundam 00, este título fue producido por BEC y fue lanzado para la consola portátil Nintendo DS. El argumento es básicamente el mismo que el de la serie con cambios mínimos, aunque sin la aparición de los modelos Gundam GN-X, siendo su final la aparición de los Gundam Throne y los hermanos Trinity.
Un segundo videojuego, titulado Mobile Suit Gundam 00: Gundam Meisters fue lanzado el 16 de octubre de 2008 para la consola PlayStation 2, creado por Yuke's y publicado igualmente que el anterior por Namco Bandai Games. A diferencia del título para Nintendo DS, esta versión sigue el argumento de la primera temporada completa, también introduciendo cambios tenues en la historia.
La primera temporada también apareció en Another Century's Episode Portable y en 2nd Super Robot Wars Z ~Hakai Hen~. La segunda temporada, sin embargo, apareció en SD Gundam G Generation World. El argumento de la película apareció en SD Gundam G Generation Overworld y Super Robot Wars UX y posteriormente en Super Robot Wars V.
Dynasty Warriors: Gundam 3 también muestra los Mobile Suits de Gundam 00.

## Música
La banda sonora original de la serie fue íntegramente compuesta por Kenji Kawai. Cuenta con cuatro álbumes hasta la fecha, además de cuatro Character CD (CD temáticos clasificados por personajes de la serie) lanzados en el siguiente orden: Mamoru Miyano/Setsuna F. Seiei con Skoop On Somebody; Shinichiro Miki/Lockon Stratos con Eijun Suganami y Shinji Matsuda de The Back Horn; Hiroshi Kamiya/Tieria Erde con Isamu Teshima, guitarrista de Unicorn; Hiroyuki Yoshino/Allelujah Haptism con Chiaki Ishikawa. También se lanzaron dos Drama CD (álbumes que contienen alguna historia relacionada con la serie).

### Openings y endings
- Primera temporada[34]
  - "Daybreak’s Bell" de L'Arc~en~Ciel. Primer opening (Créditos iniciales); episodios 1 a 13, ending (Créditos finales) del episodio 25.
  - "Wana" (罠?) de The Back Horn. Primer ending; episodios 1 a 13.
  - "Ash Like Snow" de The Brilliant Green. Segundo opening; episodios 14 a 25.
  - "Friends" (フレンズ?) de Stephanie. Segundo ending; episodios 14 a 24.
  - "Love Today" de Taja. Tema introductorio; episodios 19 y 24.

- Segunda temporada[35]
  - "Hakanaku mo Towa no Kanashi" (儚くも永久のカナシ?) de UVERworld. Primer ending; episodio 1. Primer opening; episodios 2 a 13.
  - "Prototype" de Chiaki Ishikawa. Primer ending; episodios 2 a 13.
  - "Namida no Mukou" (泪のムコウ?) de Stereopony. Segundo opening; episodios 14 a 25.
  - "Tomorrow" de Ayumi Tsunematsu. Segundo ending; episodio 14. Canción introductoria; episodio 14 y 15.
  - "Trust You" de Yuna Itō. Tercer ending; episodios 15 a 24.[36]
  - "Daybreak’s Bell" de L'Arc~en~Ciel. Cuarto ending; Episodio 25.
  - "Unlimited Sky" de Tommy heavenly6, alias de Tomoko Kawase. Canción introductoria; episodios 7, 18 y 22.

## Recepción
Previamente a ser estrenada la serie, los críticos del portal especializado en anime Anime News Network especulaban que así como Mobile Suit Gundam SEED fue una reedición del original Mobile Suit Gundam (1979), Gundam 00 sería una adaptación de Gundam Wing (1995) para una audiencia moderna, esto debido a los paralelismos que existían entre Gundam 00 y las series anteriores de la saga.

Tras el lanzamiento de la serie, esta fue recibida con buenas críticas, recibiendo 8,4/10 en Anime News Network, para la primera temporada y 9/10 para la segunda temporada, siendo elogiada por la excelente calidad de la animación y de los detallados efectos visuales.

"As for the production values, they're top-notch: the mecha and character designs are attractive, and the fights—especially the opening chase scene—are fluid and composed with an eye for maximum impact."

"En cuanto a los valores de producción, está en un nivel bastante alto, el diseño de los personajes y de los mechas son atractivos. Las batallas, así como la escena de persecución inicial son vertiginosas y están concebidas para el logro del mayor impacto visual posible."

Carl Kimlinger. Anime News Network

El crítico Carl Kimlinger de ANN, además remarcaba las grandes similitudes políticas y culturales entre la serie y la sociedad moderna, con rasgos claramente post 11-S.
La serie fue un éxito comercial, con los DVD mostrando un pico consistente de ventas. Apareciendo dos de estos, el tercer y séptimo DVD, en el top de las listas de ventas de DVD.
En una encuesta publicada en abril de 2008 por la revista Newtype, entre el top 20 de anime, los lectores japoneses votaron a Gundam 00 como mejor animé, colocando a su antecesor Gundam SEED en el noveno puesto.
Otro dato importante a mencionar es que, mediante su trabajo en esta serie, Mamoru Miyano, el seiyū (persona que da la voz a un personaje) del personaje Setsuna F. Seiei gana el premio "Mejor Actor de Voces" en la Exposición Internacional de Anime en Tokio de 2008. Además, del mismo modo el seiyū de Miyano y Tieria Erde, Hiroshi Kamiya gana dos premios por su trabajo en los Seiyū Awards de 2008.

## Líneas temporales
Con su primera temporada estrenada en 2007 y la segunda en octubre de 2008, Mobile Suit Gundam 00 es la séptima serie de la franquicia Gundam, ubicada en un universo alterno al de las series originales Gundam (que transcurren en la línea temporal del Universal Century o U.C.).
Gundam 00 desde el comienzo es y fue concebido como una serie ubicada en un universo alterno dentro de las sagas Gundam. Por otra parte, hay cosas que encajan, ya que todas las series Gundam tienen elementos comunes entre sí.
Gundam 00 tiene la particularidad, pese a desarrollarse en un universo alterno dentro de las sagas Gundam, de ocurrir en el calendario que conocemos, es decir el Después de Cristo (d. C.), Era Cristiana o Anno Domini (A.D.), como se le conoce en los Estados Unidos o Europa. De hecho, la mayoría de las series Gundam ocurren en diferentes líneas temporales y sus historias y continuidad no tienen que ver unas con otras, salvo las series originales del Universal Century.
Según la línea temporal del U.C., en el 2045 d. C. o A.D, la humanidad cambia su calendario de Era Cristiana o Anno Domini al U.C. (Universal Century). La Serie Original de Mobile Suit Gundam comienza en el U.C.0079 o 2124 d. C.

## Curiosidades
Al inicio de la serie, y en el primer opening de la segunda temporada, aparece una referencia de la tesis IX de Geschichtsphilosophische Thesen, el último escrito del filósofo Walter Benjamin.